# Bangkok Convention Center
Le Bangkok Convention Center ou Central Ladprao (en thaï : เซ็นทรัลลาดพร้าว) est un complexe commercial, appartenant au Central Pattana.
Le complexe a ouvert ses portes le 25 décembre 1982, et a été le premier complexe commercial intégré du Central Pattana. Il se situe sur la Phahon Yothin Road à la fin de la Lat Phrao Road, dans le district de Chatuchak, à Bangkok.
Annuellement au cours du mois de septembre, y sont tenus les championnats du monde de snooker à six billes rouges.

## Référence
1. ↑  (en) « Archived copy », sur www.cpn.co.th, Web.Archive (version du 2 septembre 2011 sur Internet Archive)